# Cefaclor
Cefaclor é uma substância utilizada como medicamento antibiótico, uma Cefalosporina de 2ª. Geração. Como todas as cefalosporinas é um antibiótico beta lactâmico.

## Indicações
A cefaclor está indicada nas infecções provocadas por microrganismos gram + e gram - susceptíveis, como por exemplo infecções urinárias, faringites, sinusites, infecções respiratórias, infecções da pele e tecidos moles, otite média e amigdalites.
Nota: esta cefalosporina tem  actividade sobre a Haemophilus influenzae.

## Posologia
As doses empregadas na clínica médica são de 250 a 500 mg de 8 em 8 horas, limitadas a 4 g/dia nas infecções graves.

## Reacções adversas
- Aparelho digestivo - náuseas, vómitos e diarreia sobretudo com doses elevadas.
- Sangue - eosinofilia, agranulocitose e trombocitopenia ocorrem raramente.
- Fígado - alterações das enzimas hepáticas e icterícia colestática (raro).
- hipersensibilidade - pode provocar reacções de hipersensibilidade caracterizadas geralmente por erupções cutâneas, urticária, prurido, artralgias e por vezes, embora raramente, reacções anafilácticas.

Nota: Cerca de 10% dos doentes com hipersensibilidade às penicilinas desenvolvem
também reacções de hipersensibilidade às cefalosporinas.
- Hemorragias - as cefalosporinas que na sua fórmula molecular contêm o  grupo químico  tetrazoltiometil aumentam o risco de desenvolvimento de efeitos hemorrágicos (hipoprotrombinemia) e reacções tipo dissulfiram.

## Contra indicações e precauções
- em doentes com história de  hipersensibilidade às penicilinas.
- em doentes com insuficiência renal, deve ser reduzida a posologia.
- em doentes com porfiria.

## Interacções
- Quando administrada concomitantemente com anti-coagulantes como varfarina deve ser monitorizado o tempo de protrombina porque os valores podem aparecer aumentados.
- Pode reduzir a acção de alguns medicamentos anticoncepcionais, pelo que é aconselhado associar outro método anticoncepcional.

## Farmacocinética
- A cefaclor é absorvida no trato gastro-intestinal.
- A cefaclor atravessa a barreira placentária e aparece em pequenas doses no leite materno.
- A cefaclor pode ser eliminada através de hemodiálise.

## Excreção
A cefaclor é eliminada pela urina. (Cerca de 85% sobre a forma intacta de Cefaclor)

## Nomes comerciais
| Nome do Medicamento | Países onde é comercializado |
| Alfatil             | França |
| Afecton             | Grécia |
| Alphexine           | França |
| Bacticef            | Itália |
| Bacticlor           | Inglaterra |
| Camirox             | Grécia |
| Cec                 | África do Sul, Alemanha, Argentina, Áustria, |
| Ceclor              | África do Sul, Austrália, Áustria, Bélgica, Brasil, Canadá, Espanha, Estados Unidos da América, Grécia, hong Kong, Hungria, Israel, México, Países Baixos, Portugal, Suíça |
| Ceclorbeta          | Alemanha |
| Cef-Diolan          | Alemanha |
| Cefa-Wolff          | Alemanha |
| Cefacloril          | Grécia |
| Cefager             | Irlanda |
| Cefalan             | México |
| Cefalor             | Hong Kong, Israel |
| Cefastad            | Áustria |
| Cefax               | Áustria |
| Cefkor              | Austrália |
| Ceflacid            | México |
| Cefral              | Argentina |
| Cefulton            | Itália |
| Celco               | Tailândia |
| Cephalodoc          | Alemanha |
| Citiclor            | Itália |
| Cleancef            | Singapura |
| CloraCEF            | África do Sul |
| Clorad              | Itália |
| Clorcin-Ped         | Brasil |
| Clorotir            | Nova Zelândia |
| Distaclor           | Inglaterra, Irlanda, Malásia, Singapura, Tailândia |
| Dorf                | Itália |
| Erreclor            | Itália |
| Eurocefix           | Itália |
| Faclor              | Brasil |
| Fredyren            | Grécia |
| Fuclode             | Itália |
| Hefaclor            | Alemanha |
| Hetaclox            | Grécia |
| InfectoCef          | Alemanha |
| Kefaclor            | Tailândia |
| Keflor              | Austrália, Chile, Índia |
| Kefolor             | Finlândia |
| Keftid              | Inglaterra, Irlanda |
| Kliacef             | Itália |
| Kwicap              | Argentina |
| Lafarclor           | Itália |
| Lanacef             | Áustria |
| Makovan             | Grécia |
| Medoclor            | Hong Kong |
| Necloral            | Itália |
| Oralcef             | Itália |
| Panacef             | Itália |
| Panclor             | Grécia |
| Panoral             | Alemanha |
| Performer           | Itália |
| Phacotrex           | Grécia |
| Pinaclor            | Irlanda |
| Plecor              | Brasil |
| Reflax              | Brasil |
| Selanir             | Itália |
| Sifaclor            | Tailândia |
| Sigacefal           | Alemanha |
| Soficlor            | Hong Kong, Malásia, Singapura |
| Takecef             | Itália |
| Tefaclor            | Tailândia |
| Teraclox            | México |
| Tibifor             | Itália |
| Vercef              | África do Sul, Hungria, Malásia, Singapura, Tailândia |